# Коваленко, Борис Егорович
Бори́с Его́рович Ковале́нко (1926 — 17 августа 1960, Киевская область) — известный советский экскаваторщик, строитель Куйбышевской ГЭС.

## Биография
Раннее детство Борис Коваленко провёл с отцом, в родном селе. Потом перебрался в Донбасс, к старшему брату-шахтёру. Все летние каникулы самостоятельно путешествовал по стране. Окончил 7 классов, после чего стал бродяжничать. Сам Борис позднее написал, что бродяжничал по поездам, жил воровством, пока не попал в Химки, в отряд к военным морякам, работал у них, мыл посуду, чистил кастрюли. Два раза писал заявление с просьбой зачислить в ряды ВМФ, но так как к началу Великой Отечественной войны ему было лишь 15 лет, то ему отказывали.
С 1943 года зачислен во флот, принимал участие в Великой Отечественной войне, после окончания был направлен в школу мотористов-дизелистов. С 1946 года служил на Дальнем Востоке, но в 1948 году был комиссован по состоянию здоровья.
С 1949 по 1950 года работал ревизором поездов на станции Гребёнка Юго-Западной железной дороги. В поезде познакомился с будущей женой Евфимией, школьной учительницей. С 1950 по 1951 года трудился на железнодорожном складе топлива. Начал выпивать. В один из дней беременная супруга обнаружила на столе записку: «Так больше жить не могу. Хочу всё начать сначала. Вернусь, когда стану человеком. Борис».

### Куйбышевгидрострой
Для перемен в жизни Борис выбрал одну из главных строек страны — строительство Куйбышевской ГЭС.
Обстоятельства его прибытия на стройку сильно разнятся. Так в документальном фильме «Без легенд» начальник строительства Иван Комзин говорит, что Коваленко явился непосредственно к нему в тельняшке и морском бушлате. Он так описывает первую встречу:

Ко мне много людей всяких ходило. Я как-то неравнодушен к людям крупным, большим, и особенно я обратил внимание на его руку. Когда пожал её — почти такая же, как у меня! И я ощутил, что она не имеет никаких бугров, понимаете, что это не рука рабочего. Я ему сказал: «Ну что ты руку-то прячешь? Покажи!… Нигде ты не работал, друг!» И вот тут он схватил шапку, закрыл шапкой лицо, вытерся несколько раз ею. Вижу, у парня слёзы на глазах. Я говорю: — Ну, хватит. Я не желаю знать, кто ты, откуда ты, что ты. Скажи, чего ты хочешь. — Дайте мне самый большой экскаватор!. Я научусь… Я понял, что этот человек от лёгкой жизни, которую он имел, — какой, я ещё не знал — хочет отойти. И я решил помочь…
Однако позднее в книгах тот же Комзин описывал встречу иначе. Борис там выглядит бесцеремонным и развязным, а вместо бушлата «невероятно засаленная телогрейка, лоснящаяся кепчонка, стоптанные валенки» Никаких слёз и разговоров о трудовых мозолях. Зато с чистосердечным признанием: «Если б вы знали, товарищ начальник, как мне обрыдло по вагонам шататься!.»
Так или иначе, но с июня 1951 года Коваленко зачислен помощником машиниста экскаватора в гидромеханизации № 23 Куйбышевгидростроя. А спустя несколько месяцев имя Бориса Коваленко стало известным на стройке. Почти в каждом номере газеты «Гидростроитель» сообщалось об успехах молодёжной бригады имени партизана Железняка, в которой работал Коваленко.
Коваленко привлёк внимание журналистов, особенно после того он вместе со своим бригадиром Виктором Стариковым изобрели новый ковш для экскаватора объёмом 4 кубометра вместо существующего в 3 м³. Коваленко лично ездил на Уралмаш пробивать идею, и привёз оттуда десяток готовых ковшей увеличенной ёмкости. Бригада участвовала в социалистических соревнованиях с бригадой Василия Клементьева, Коваленко также лично устраивал соревнование с передовым экскаваторщиком Сталинградгидростроя Виктором Борисовым.
Журналистам очень подходила фигура Коваленко для создания образа трудового героя. Молодой, высокий, красивый, с широкой улыбкой. Комзин в книге «Это и есть счастье» так писал о Коваленко:

Ловкач! — говорят о нём. — Славу любит. Отчасти верно. Ловкач. Хитрец. Тщеславен. Любит фотографироваться для газет и журналов. Водит знакомство и дружбу с писателями и кинооператорами, с артистами и художниками, вхож к министрам. Но никакой корысти. Только для дела. Только для бригады, для стройки. Он влюблён в свою работу, рвётся вперёд, хочет, жаждет отличиться. И эту страсть нельзя не уважать…
Журналист, а впоследствии писатель, Константин Лапин в фильме «Без легенд» отзывается о Коваленко примерно также. Многие склонны считать, что именно внимание журналистов испортило Коваленко. По воспоминаниям друзей, Борис зазнался, перестал здороваться. «Что я — должен со
всяким, понимаешь ли ты, расшаркиваться, раскланиваться? Почему я так должен?». Апогеем звёздной болезни Коваленко стало его выступление на всесоюзной конференция сторонников мира, куда он был направлен от Куйбышевгидростроя.
На конференции выступали известный лётчик Алексей Маресьев и знаменитый офтальмолог Филатов. Третьим был Коваленко, начавший своё выступление со стихов: «Вот лётчик ты, летал без ног. Я не летал — я танк подбил! Глаза спалило мне… Кто зрение мне спас? Ты, старичок, борец за мир» После чего подошёл и расцеловал Филатова. Это выступление произвело огромное впечатление на многих, в том числе и на Даниила Гранина, посвятившему Коваленко чуть ли не половину книги «Новые друзья. Рассказы о строителях Куйбышевской ГЭС». Однако и эпизод с танком и эпизод с восстановленным зрением были лишь выдумкой Бориса. Филатов там же на конференции упрекнул Коваленко за выдуманную историю. Это стало известным. Коваленко из героя разом превратился в фантазёра и выскочку.
По воспоминаниям бывшего замсекретаря комитета комсомола Куйбышевгидростроя Любови Матвеевой, история с Филатовым стоила Коваленко звания Героя Социалистического Труда, которое он непременно бы получил. Его яркая личность раздражала многих, и после скандала появились самые разные слухи. По одним, кто-то из родственников Бориса в годы войны был полицаем. По другим, полицаем он был сам. Так один из ветеранов КГС писал, что однажды Борис ему рассказал, что служил полицаем, после чего перешёл к красным, был в штрафбате, освобождал Будапешт, был ранен и полностью реабилитирован. А по третьей версии, изложенной в книге «И одна — моя — судьба» Льва Финка, работавшего в те годы журналистом в ставропольской газете «За коммунизм», однажды в партком стройки пришло письмо из сибирского лагеря. В письме было написано, что Коваленко никогда не был на фронте, так как все эти годы находился в заключении, а после отсидки остался в лагере по вольному найму.
Коваленко был снят с поста бригадира, исключён из кандидатов в партию. В объяснительной он писал так: 

Я знаю и глубоко понимаю, что я скрыл правду перед партией и советским народом и, мало того, наболтал черт знает что на конференции сторонников мира. Я понимаю, что недостоин быть в партии и заслуживаю самого высокого наказания. Я хлебнул всего в своей жизни. Прошу оставить меня на строительстве. На стройке буду своим трудом искупать свою вину. Отдам все своё здоровье, а если понадобится, то и жизнь, не задумываясь, и ваше доверие, будь я навеки проклят, оправдаю.
И доверие он оправдал. Он вновь ставил рекорды производительности, его бригада вынула более двух с половиной миллионов тонн грунта. К завершению строительства Коваленко был принят в КПСС, награждён орденом «Знак почёта».
Вместе со своей бригадой был переведён на строительство Кременчугской ГЭС. А затем Иван Комзин взял Бориса Коваленко на строительство Асуанской ГЭС. В Египте к нему сильно привязался арабский мальчик Рамадан, так что Борис всерьёз подумывал его усыновить.

### Авиакатастрофа
17 августа 1960 года Ил-18Б, на котором Коваленко летел из Египта в Москву загорелся и упал недалеко от Киева. Все находившиеся на борту погибли.
У Коваленко остались жена и двое детей.

## Награды
- Орден «Знак почёта».

## Память

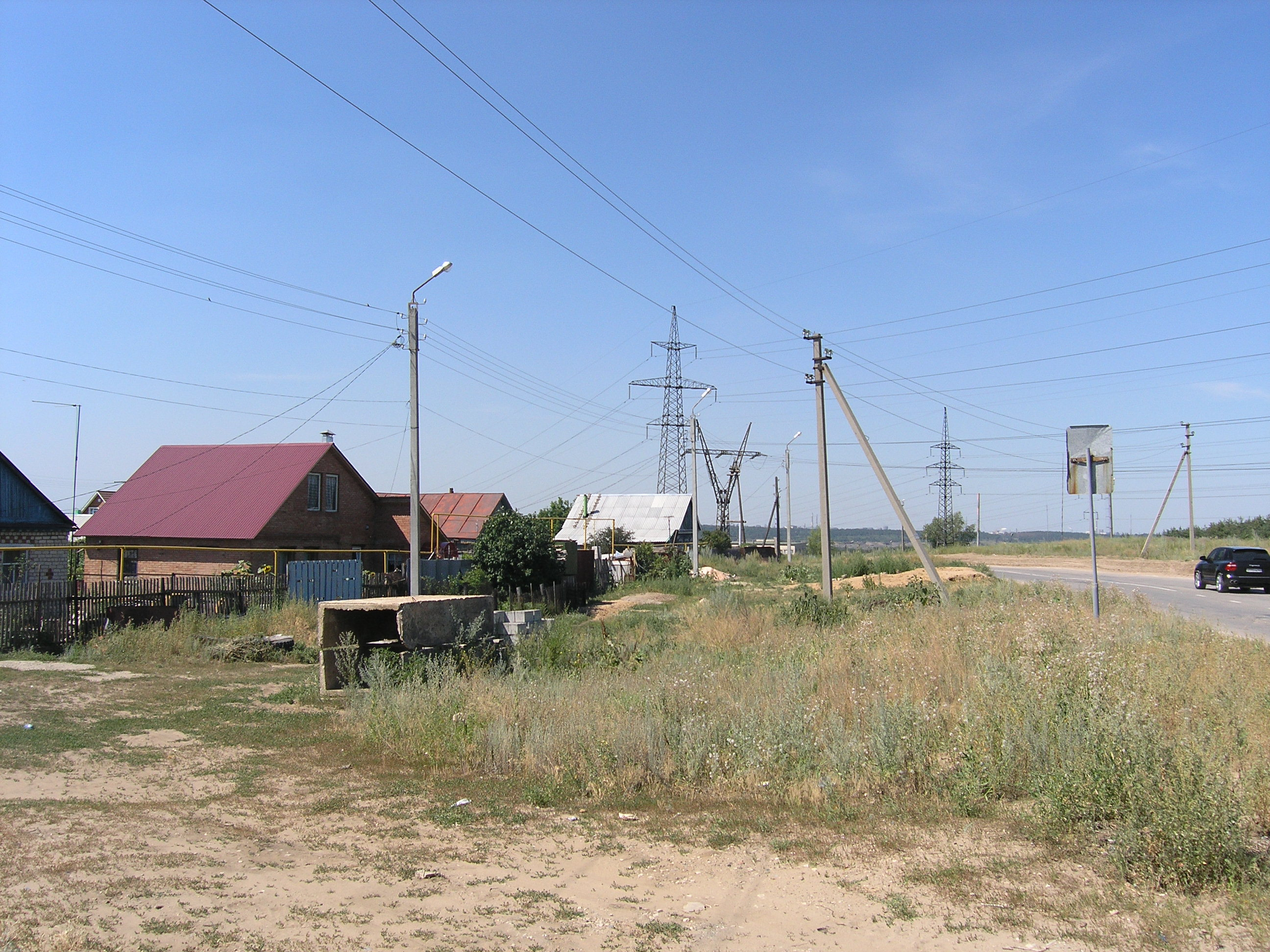
Улица Бориса Коваленко

История яркой жизни Бориса Коваленко после его трагической гибели стала ещё привлекательнее для журналистов. О его жизни было написано несколько книг.
В 1968 году Куйбышевская студия кинохроники сняла документальный фильм «Без легенд», в котором принимали участие И. Комзин, соперник по соцсоревнованию В. Клементьев, член бригады В. Стариков и писатель и журналист К. Лапин, автор очерка «Поэма о ковше», с которого началась всесоюзная слава Коваленко.
В июне 1976 года решением горисполкома Тольятти улица Пекинская была переименована в улицу Бориса Коваленко. Помимо Коваленко на карте Тольятти из числа строителей Куйбышевской ГЭС встречаются только имена руководителей стройки: Ивана Комзина и Александра Мурысева.

## Фильмы
- «Без легенд». Сценарист А. Сажин, режиссёры — Г. Франк, А. Бренч, А. Сажин. Операторы — И. Моргачев, И. Коловский, Ф. Робинсон, композитор П. Дамбис, звукооператор Я. Зиверт, монтажер М. Чардынина. От автора Н. Губенко. Куйбышевская студия кинохроники, 1968 г.